# Conduit (album)
Pour les articles homonymes, voir Conduit.
Albums de Funeral for a Friend
Welcome Home Armageddon
(2011) Chapter and Verse 
(2015)
Singles
1. Best Friends And Hospital Beds
Sortie : 12 novembre 2012

Conduit est le sixième album du groupe gallois de post-hardcore Funeral for a Friend, publié le 28 janvier 2013, par Distiller Records.

## Liste des chansons
Toutes les chansons sont écrites et composées par Funeral for a Friend.
| No  | Titre                          | Durée |
| --- | ------------------------------ | ----- |
| 1.  | Spine                          | 2:22  |
| 2.  | Conduit                        | 2:17  |
| 3.  | The Distance                   | 2:26  |
| 4.  | Best Friends and Hospital Beds | 2:45  |
| 5.  | Nails                          | 2:57  |
| 6.  | Death Comes to Us All          | 3:15  |
| 7.  | Travelled                      | 2:09  |
| 8.  | Grey                           | 2:13  |
| 9.  | Sun-Less                       | 2:28  |
| 10. | Elements                       | 2:45  |
| 11. | High Castles                   | 3:37  |

## Crédits
- Matthew Davies – chant
- Kris Coombs-Roberts – guitare, chœurs
- Gavin Burrough – guitare, chœurs
- Pat Lundy – batterie
- Richard Boucher – basse